# Bernhard Kohl
Bernhard Kohl (Bécs, 1982. január 4. –) osztrák profi kerékpáros. A 2008-as Tour de France hegyi összetett győztese.
Kohl a Team Gerolsteiner nevű német kerékpárcsapat kerekese. Osztrák származású hegyi menő. Nagy meglepést jelentett hogy a 2008-as Tour de France-on megszerezte az hegyi összetett pontverseny első helyét így a pöttyös trikót. Összetettben 3. lett a győztes Carlos Sastre és a második helyen végző ausztrál Cadel Evans mögött.

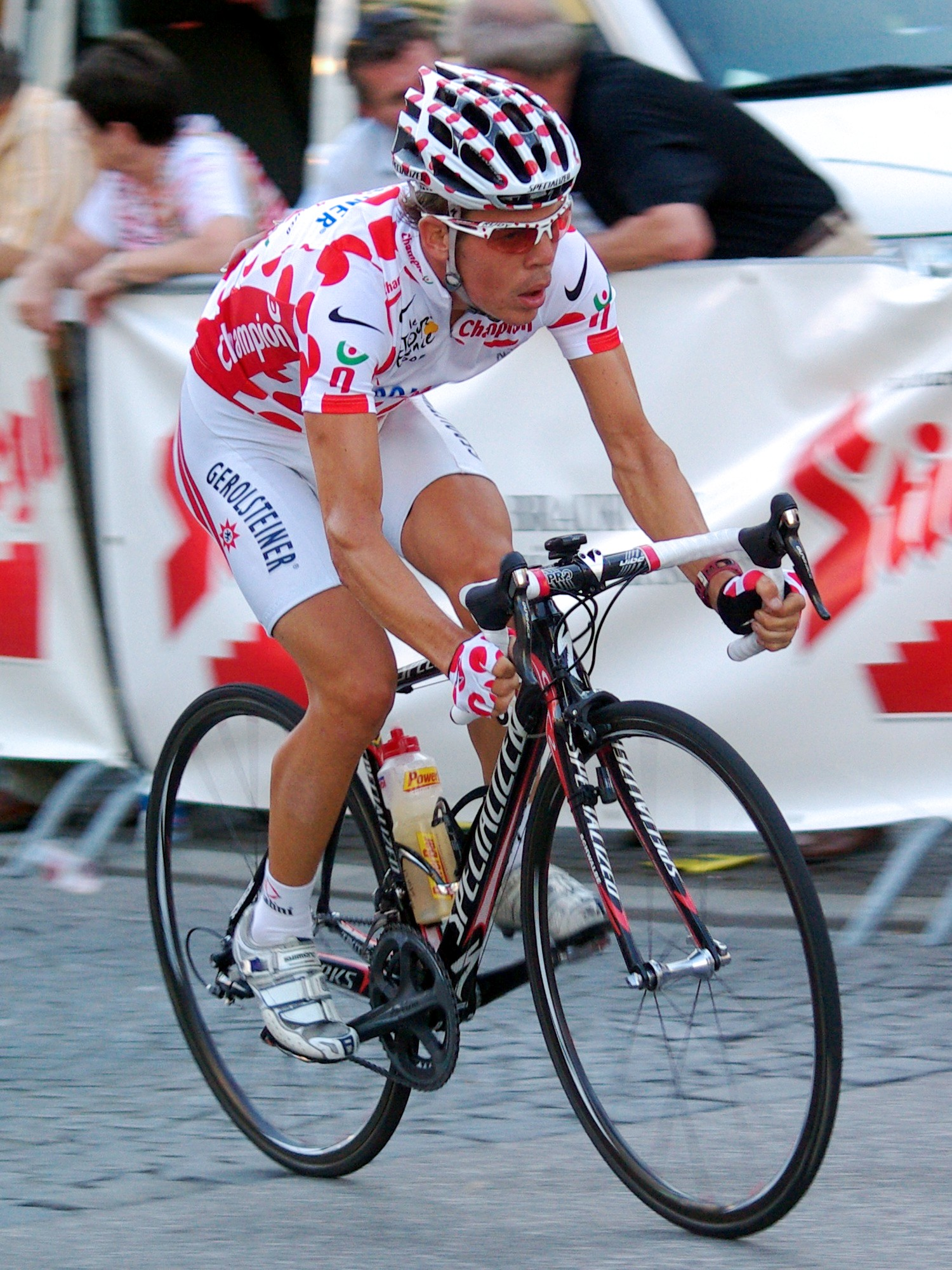
Bernhard Kohl, 2008

2008. október 13-án jelent meg a L'Équipe nevű francia sportújságban, hogy a Gerolsteiner-beli csapattársához, és a Tour de France alatti szobatársához, Stefan Schumacherhez hasonlóan a Tour de France doppingellenőrzéseinek utópróbáján az EPO nevű doppingszeren (3. generációs EPO, CERA) pozitívak lettek az eredményei. Ezt másnap az osztrák Anti-Doping-Ügynökség NADA, majd 2008. október 15-én maga Kohl is megerősítette. 2008. november 14-ei kihallgatás eredményeképpen 2 évre eltiltották és a 2008-as Tour de France eredményeit törölték.
2018-ban visszavonult a versenyzéstől.

## Sikerei
2002- Rabobank (amatőr kerékpárcsapat)
- (U23)  osztrák bajnok
- (U23) verzió Rund um den Henninger-Turm

2004- Rabobank (amatőr kerékpárcsapat)
- Tour of the Pyrenees

2005- T-Mobile Team
- Az első profiként eltöltött éve

2006- T-Mobile Team
- osztrák bajnok
- 3. hely, Dauphiné Libéré

2008-  Team Gerolsteiner
- 3. hely, Tour de France
- hegyi összetett győztese, Tour de France